# Baška (nádraží)
Baška je železniční stanice na okraji stejnojmenné obce v Moravskoslezském kraji. Leží v km 108,343 jednokolejné neelektrizované trati Ostrava – Valašské Meziříčí.

## Historie
Trať zde byla vybudována v letech 1869–1870 jako součást Ostravsko-frýdlantské dráhy, která byla uvedena do provozu v roce 1871. Tato trať byla vybudována společností K. k. priv. Ostrau-Friedlander Eisenbahn (Císařsko-královská privilegovaná Ostravsko-frýdlantská železnice). V roce 1887 odkoupila úsek z Frýdlantu do Frýdku Severní dráhou císaře Ferdinanda, tím se stala v roce 1888 součástí Dráhy moravskoslezských měst. Nádraží s názvem Baschka zde vzniklo v roce 1871 současně s otevřením trati. Od roku 1918 neslo označení Baška, v době druhé světové války dvojjazyčné pojmenování Baschka/Baška a od roku 1945 opět Baška.

## Popis
Nádraží se nachází na severním okraji obce. Naproti nádraží se nachází zastávka MHD, centrum obce je vzdáleno cca kilometr od nádraží. Dlouhodobě se uvažuje o přesunutí stanice do centra kvůli lepší dostupnosti pro okrajové části obce. V roce 2013 zastupitelé Bašky přesun zastávky zamítli. Následný anketní průzkum zjistil, že 63 % obyvatel je pro přesun stanice.
Do roku 2031 by měla být ukončena revitalizace a elektrizace úseku až do Frenštátu pod Radhoštěm a do Ostravice.
V roce 2006 byla ve stanici úrovňová nástupiště u koleje č. 1 dlouhé 285 m a u koleje č. 3 bylo dlouhé 208 m. U koleje č. 5 byla boční rampa u skladiště. Z koleje č. 5 odbočovala vlečka do podniku M.O.S Paliva-Baška a z koleje č. 3 v km 108,587 a z koleje č. 4 odbočovala vlečka do podniku HK Kovošrot. Ve stanici bylo reléové zabezpečovací zařízení AŽD 71. Výpravčí stanice Baška řídil místně, dálkově ovládal sousední stanici Pržno.
Přístup k nástupištím je možný po přechodu přes koleje.